# Nannodioctria australis
Nannodioctria australis là một loài ruồi trong họ Asilidae. Nannodioctria australis được Adisoemarto & Wood miêu tả năm 1975.